# Mercedes-Benz W 148
Der Mercedes-Benz W 148 (Mercedes-Benz 600 V / 600 K) ist ein Prototypmodell der Oberklasse, das 1941 und 1942 von Daimler-Benz entworfen wurde. Schon kurz vor dem Zweiten Weltkrieg befasste sich die Firma mit dem Gedanken an einen großen Wagen mit Zwölfzylindermotor. Bereits 1937 gab es einen Typ 540 K mit V12-Maschine. In den Jahren 1941 und 1942 entstanden dann verschiedene Prototypen, die als Nachfolger des Typs 770 gedacht waren.

## Mercedes-Benz Typ 600 V
Für diesen großen Reisewagen mit 3780 mm oder 3880 mm Radstand waren als Aufbauten eine Pullman-Limousine, ein Tourenwagen, eine 6-sitzige Limousine und Cabriolets D und F (mit 4 Türen, bzw. Pullman-Ausführung) vorgesehen. Tatsächlich gebaut wurden jedoch nur 12 Versuchswagen. Sein V12-Motor (80° Zylinderwinkel) mit hängenden Ventilen (ohv) und stirnradgetriebener, zentraler Nockenwelle hatte 6020 cm³ Hubraum und leistete 170 PS (125 kW) bei 3600/min. Er beschleunigte das Fahrzeug auf bis zu 160 km/h. Über ein Vierganggetriebe mit Schnellgang (1:0,713) wurden die Hinterräder angetrieben, die an einer Doppelgelenkachse befestigt und an doppelten Schraubenfedern aufgehängt waren. Auch die Vorderachse war schraubengefedert. Der Wagen war mit hydraulischen Bremsen mit Saugluftunterstützung für alle 4 Räder ausgestattet.

## Mercedes-Benz Typ 600 K
Einige der oben erwähnten Prototypen wurden auch mit einem Kompressormotor ausgestattet. Dieser Motor entsprach dem oben erwähnten, leistete jedoch ohne Kompressor nur 155 PS (114 kW). Mit dem zuschaltbaren Roots-Gebläse erreichte er 240 PS (176 kW) und beschleunigte das schwere Fahrzeug bis auf 170 km/h.
Daneben waren noch weitere 12 Prototypen eines großen Sportwagens entstanden, die als „Mercedes-Benz 600 K kurz“ bezeichnet wurden und die Baumusternummer W 157 erhielten.

## Weitere Entwicklung
Adolf Hitler, dem man, ebenso wie Hermann Göring, je zwei dieser Wagen als Dienstfahrzeuge antrug, lehnte dankend ab und verbot angesichts des Krieges die weitere Entwicklung von Luxusfahrzeugen. Eine Serienfertigung der Zwölfzylinder erübrigte sich damit.